# Греко-римская борьба на летних Олимпийских играх 1924 — до 62 кг
Соревнования по греко-римской борьбе в рамках Олимпийских игр 1924 года в полулёгком весе (до 62 килограммов) прошли в Париже с 6 по 10 июля 1924 года в Winter Velodrome. 
Для участия в соревнованиях заявились 45 спортсменов из 20 стран. Однако от каждой страны мог принять участие лишь два представителя, поэтому с учётом пяти неявившихся, титул разыгрывался между 27 борцами. Самым молодым участником был Освальд Кяпп (19 лет), самым возрастным участником Энрико Порро (39 лет). 
Турнир проводился по системе с выбыванием после двух поражений. Тот круг, в котором число остававшихся борцов становилось меньше или равно количеству призовых мест, объявлялся финальным, и у борцов, участвующих в таком круге, после его проведения подсчитывалось количество побед и поражений, в зависимости от чего распределялись места. Если количество побед и поражений было одинаковым, то предпочтение отдавалось тому борцу, кто одержал больше чистых побед. Если же и их число было одинаковым, тогда предпочтение отдавалось тому борцу, кто достигал этих побед быстрее.   
Конкуренция в весе была достаточно высока. Среди претендентов на золотую медаль рассматривались Калле Антилла, олимпийский чемпион предыдущих игр в том же весе, но в вольной борьбе и чемпион мира 1921 и 1922 годов в греко-римской борьбе, Фритьоф Свенссон, чемпион мира 1922 года, но в легчайшем весе, Алексантери Тойвола, серебряный призёр чемпионата мира 1921 года, Эрик Мальмберг, бронзовый призёр того же чемпионата. 
Прогнозы в общем оправдались. Калле Антилла, победив в семи из семи встреч, стал чемпионом Олимпийских игр. Алексантери Тойвола, проиграв финальную встречу Анттиле, стал серебряным призёром. У бронзового призёра Эрика Мальмберга баланс побед и поражений был таким же, как у Тойволы, но Тойвола имел больше чистых побед, да и кроме того, Мальмберг проиграл Тойволе в личной встрече.   

## Призовые места
- Калле Антилла
- Алексантери Тойвола
- Эрик Мальмберг

## Первый круг
| Поражений | Участник 1          | Результат                  | Участник 2       | Поражений |
| --------- | ------------------- | -------------------------- | ---------------- | --------- |
| 0         | Артур Норд          | По очкам                   | Эдён Радвань     | 1         |
| 0         | Франтишек Режач     | Туше 17:36                 | Хиллэйр Фетте    | 1         |
| 0         | Вольдемар Вяли      | По очкам                   | Эдуард Роттье    | 1         |
| 0         | Кацутоси Найто      | По очкам                   | Хордан Вальмахо  | 1         |
| 0         | Йожеф Пенчик*       | Туше 0:45                  | Доминго Санчес   | 1         |
| 0         | Марсель Капро       | Отказ от продолжения 18:40 | Люсьен Боттин    | 1         |
| 0         | Эрик Мальмберг      | По очкам                   | Энрико Порро     | 1         |
| 0         | Карл Мезулиан       | По очкам                   | Янис Рудзитис    | 1         |
| 0         | Алексантери Тойвола | Туше 2:20                  | Петер Эриксен    | 1         |
| 0         | Франтишек Диршмид   | По очкам                   | Джероламо Квалья | 1         |
| 0         | Калле Антилла       | Туше 5:50                  | Эге Торгенсен    | 1         |
| 0         | Освальд Кяпп        | Туше 16:12                 | Рене Роттенфлюк  | 1         |
| 0         | Фритьоф Свенссон    | По очкам                   | Йенё Немет       | 1         |
| 0         | Мартин Эгеберг      | Пропускал                  |                  |           |

- От дальнейшей борьбы отказался

## Второй круг
| Поражений | Участник 1          | Результат  | Участник 2        | Поражений |
| --------- | ------------------- | ---------- | ----------------- | --------- |
| 1         | Эдён Радвань        | По очкам   | Мартин Эгеберг    | 1         |
| 0         | Артур Норд          | Туше 10:47 | Франтишек Режач   | 1         |
| 1         | Эдуард Роттье       | Неявка     | Хиллэйр Фетте     | 2         |
| 0         | Вольдемар Вяли      | Туше 3:45  | Хордан Вальмахо   | 2         |
| 0         | Кацутоси Найто      | Туше 5:00  | Доминго Санчес    | 2         |
| 0         | Марсель Капро       | По очкам   | Энрико Порро      | 2         |
| 0         | Эрик Мальмберг      | Неявка     | Люсьен Боттин     | 2         |
| 0         | Алексантери Тойвола | По очкам   | Карл Мезулиан     | 1         |
| 1         | Петер Эриксен       | Туше 5:00  | Янис Рудзитис     | 2         |
| 0         | Калле Антилла       | Туше 17:28 | Франтишек Диршмид | 1         |
| 1         | Эге Торгенсен       | Туше 5:30  | Джероламо Квалья  | 2         |
| 0         | Освальд Кяпп        | По очкам   | Йенё Немет        | 2         |
| 0         | Фритьоф Свенссон    | Туше 5:44  | Рене Роттенфлюк   | 2         |

## Третий круг
| Поражений | Участник 1          | Результат  | Участник 2        | Поражений |
| --------- | ------------------- | ---------- | ----------------- | --------- |
| 1         | Мартин Эгеберг      | По очкам   | Франтишек Режач   | 2         |
| 1         | Эдён Радвань        | Туше 2:17  | Эдуард Роттье     | 2         |
| 0         | Артур Норд          | По очкам   | Вольдемар Вяли    | 1         |
| 0         | Марсель Капро       | Туше 5:04  | Кацутоси Найто    | 1         |
| 0         | Эрик Мальмберг      | По очкам   | Карл Мезулиан     | 2         |
| 0         | Алексантери Тойвола | По очкам   | Франтишек Диршмид | 2         |
| 0         | Калле Антилла       | Туше 12:00 | Петер Эриксен     | 2         |
| 1         | Эге Торгенсен       | По очкам   | Освальд Кяпп      | 1         |
| 0         | Фритьоф Свенссон    | Пропускал  |                   |           |

## Четвёртый круг
| Поражений | Участник 1          | Результат  | Участник 2     | Поражений |
| --------- | ------------------- | ---------- | -------------- | --------- |
| 0         | Фритьоф Свенссон    | По очкам   | Мартин Эгеберг | 2         |
| 1         | Эдён Радвань        | По очкам   | Вольдемар Вяли | 2         |
| 0         | Артур Норд          | По очкам   | Кацутоси Найто | 2         |
| 0         | Эрик Мальмберг      | По очкам   | Марсель Капро  | 1         |
| 0         | Алексантери Тойвола | Туше 12:00 | Эге Торгенсен  | 2         |
| 0         | Калле Антилла       | По очкам   | Освальд Кяпп   | 2         |

## Пятый круг
| Поражений | Участник 1          | Результат | Участник 2       | Поражений |
| --------- | ------------------- | --------- | ---------------- | --------- |
| 0         | Алексантери Тойвола | По очкам  | Фритьоф Свенссон | 1         |
| 0         | Эрик Мальмберг      | По очкам  | Эдён Радвань     | 2         |
| 0         | Артур Норд          | Туше 5:00 | Марсель Капро    | 2         |
| 0         | Калле Антилла       | Пропускал |                  |           |

## Шестой круг
| Поражений | Участник 1          | Результат | Участник 2       | Поражений |
| --------- | ------------------- | --------- | ---------------- | --------- |
| 0         | Калле Антилла       | По очкам  | Фритьоф Свенссон | 2         |
| 0         | Эрик Мальмберг      | По очкам  | Артур Норд       | 1         |
| 0         | Алексантери Тойвола | Пропускал |                  |           |

## Седьмой круг
| Поражений | Участник 1          | Результат | Участник 2     | Поражений |
| --------- | ------------------- | --------- | -------------- | --------- |
| 0         | Алексантери Тойвола | По очкам  | Эрик Мальмберг | 1         |
| 0         | Калле Антилла       | По очкам  | Артур Норд     | 2         |

## Финальный круг
| Победы | Поражения | Участник 1     | Результат | Участник 2          | Победы | Поражения |
| ------ | --------- | -------------- | --------- | ------------------- | ------ | --------- |
| 7      | 0         | Калле Антилла  | По очкам  | Алексантери Тойвола | 6      | 1         |
| 6      | 1         | Эрик Мальмберг | Пропускал |                     |        |           |